# Шумбаш
Шумбаш — деревня в Пировском районе Красноярского края в составе Бушуйского сельсовета.

## География
Находится примерно в  27 километрах по прямой на юг от районного центра села Пировское.

## Климат
Климат в районе резко континентальный. Самый теплый месяц — июль, со средней температурой +17,8 °С, с абсолютным максимумом +34,6 °С. Самый холодный месяц — январь: средняя температура составляет –20,1 °С, абсолютный минимум –52,5 °С. 

## История
Основана деревня в 1912 году. Первоначальное название Абрамовская. В 1926 году учтено было 289 жителей, преимущественно татар. В советское время работал колхоз  «Труженик».   

## Население
Постоянное население составляло 40 человека в 2002 году (95% татары),  16 в 2010.